# Pàvel Txukhrai
Pàvel Grigorievitx Txukhrai (rus: Па́вел Григо́рьевич Чухра́й; Bykovo, óblast de Moscou, 14 d'octubre de 1946) és un guionista i director de cinema rus, fill del destacat director rus Grigori Txukhrai.
És força conegut per la seva pel·lícula Vor (1997), per la que fou nominat als Globus d'Or, a l'Oscar a la millor pel·lícula de parla no anglesa i el Goya a la millor pel·lícula europea i va guanyar el Premi Nika a la millor pel·lícula i al millor director. És un Artista del Poble de Rússia. Ha estat nominat i ha guanyat nombrosos premis internacionals a Rússia, Europa i Estats Units, inclòs la Mostra Internacional de Cinema de Venècia.
Steven Spielberg va convidar Pavel Txukhrai a participar en el seu projecte “Broken Silence” (2002), una mini-sèrie internacional de documentals sobre l'holocaust. La sèrie consta de cinc pel·lícules en llengua estrangera amb testimonis de l'Argentina, República Txeca, Hongria, Polònia i Rússia i dirigides per distingits cineastes de cadascun d'aquests països. Txukrai va dirigir el segment Children from the Abyss, detallant l'experiència dels supervivents de l'Holocaust i la seva resistència, traïció, rescat i el desig de venjança en aquest documental en llengua russa. La sèrie de pel·lícules es va subtitular a 11 idiomes (inclòs l'anglès) i s'ha emès per televisió a 18 països del món.
El 2007 Txukrai va adaptar una novel·la de Nikolai Gogol al cinema, en una producció anomenada The Russian Game, sobre un tallador de cartes italià que és acarnissat pels creditors i viatja a Rússia per guanyar diners ràpids. En el seu camí, es troba amb un grup de jugadors russos que simpatitzen amb la seva situació i accepten col·laborar amb ell.

## Biografia
Fill del director de cinema Grigori Txukhrai i d'una professora de llengua i literatura russa. De petit es va traslladar a Kíev amb el seu pare, qui va treballar als Estudis Dovjenko. Allí va conèixer cineastes russos de gran talent, com
Pavel Grigorievitx Txukhrai va néixer a Bykovo, districte de Ramensky, l'oblast de Moscou. La seva mare era professora: va ensenyar llengua i literatura russes. El seu pare era el director de cinema Grigori Txukhrai. Quan Pavel tenia set anys, el seu pare va començar a treballar als estudis de cinema de Dovzhenko i la família es va traslladar a Kíev. Va créixer envoltat d'amics de la família que eren cineastes amb talent, entre ells Mark Donskoi i el joves i encara desconeguts Sergei Parajanov, Aleksandr Alov, i Vladimir Naumov. Quan tenia nou anys, Txukhrai i la seva família es van traslladar a Moscou. Als 16 anys, va començar a treballar per als estudis Mosfilm. El 1964, va anar a estudiar l'Institut de Cinematografia Gueràssimov (VGIK) on es va diplomar el 1974.
Va debutar en la direcció el 1977 amb Ti inogda vspominai (lit. Algunes vegades hauries de recordar), amb Nikolai Kriutxkov. Va escriure i dirigir la seva segona pel·lícula, Liudi v okeane (lit. Gent a l'oceà) el 1980, que ser un èxit de públic i crítica i va valdre molts premis a Rússia, inclòs el Premi Dovxhenko. La seva tercera pel·lícula, Kletka dlia kanareek (lit. Una gàbia per al canari) de 1983, fou exhibida al Festival Internacional de Cinema de Cannes. La seva vuitena pel·lícula, Vor (Lit. El lladre) de 1997, li va donar fama i èxit internacional, va ser un dels tres èxits més grans de taquilla a Rússia i va ser nominada a molts premis.

## Vida personal
La primera esposa de Pavel Txukrai ha estat l'actriu Aliona Txukhrai. La seva segona esposav va ser la guionista Maria Zvereva. Té dues filles i quatre nets.
La seva filla Anastasia està casada amb l'empresari Aleksei M. Reznikovitx.

## Filmografia
| Any  | Pel·lícula                                                | Direcció | Guió |
| ---- | --------------------------------------------------------- | -------- | ---- |
| 2016 | Kholodnoe tango (Балтийское танго)                        | x        | x    |
| 2010 | The Test (Испытание)                                      |          | x    |
| 2009 | Golova na glakhe (Голова на плахе)                        |          | x    |
| 2007 | Russkaia igra (Русская игра)                              | x        | x    |
| 2004 | Voditel dlia Veryi (Водитель для Веры)                    | x        | x    |
| 1997 | Vor (Вор)                                                 | x        | x    |
| 1992 | Le Clef (Ключ) (Televisió)                                | x        | x    |
| 1988 | Eto bilo proixlim letom (Это было прошлым летом)          |          | x    |
| 1987 | Zapomnite menya takoi (Запомните меня такой) (Television) | x        |      |
| 1986 | Zina-Zinulia (Зина-Зинуля)                                | x        |      |
| 1983 | Kletka dlia kanareek (Клетка для канареек)                | x        | x    |
| 1980 | Liudi v okeane (Люди в океане)                            | x        | x    |
| 1977 | Ti inogda vspominai (Ты иногда вспоминай)                 | x        |      |

Documentals:
| Any  | Pel·lícula                               |
| ---- | ---------------------------------------- |
| 2001 | Broken Silence - Children from the Abyss |
| 1993 | Jastred (Ястреб)                         |